# GP Frans Melckenbeeck
De GP Frans Melckenbeeck is een jaarlijkse wielerwedstrijd in het Oost-Vlaamse Lede die sinds 1931 georganiseerd wordt. De wedstrijd heette tot 1958 GP J. Moerenhout, maar vanaf 1962 GP Frans Melckenbeeck. Ze is vernoemd naar ex-prof en inwoner van Lede Frans Melckenbeeck.

## Lijst van winnaars

### Overwinningen per land
| Overwinningen | Land                   |
| ------------- | ---------------------- |
| 74            | België                 |
| 6             | Nederland              |
| 1             | Ierland, Nieuw-Zeeland |